# Vallabrix
Vallabrix é uma comuna francesa na região administrativa de Occitânia, no departamento de Gard. Estende-se por uma área de 7,94 km². Em 2010 a comuna tinha 433 habitantes (densidade: 54,5 hab./km²).